# Відносини Франції та Азії

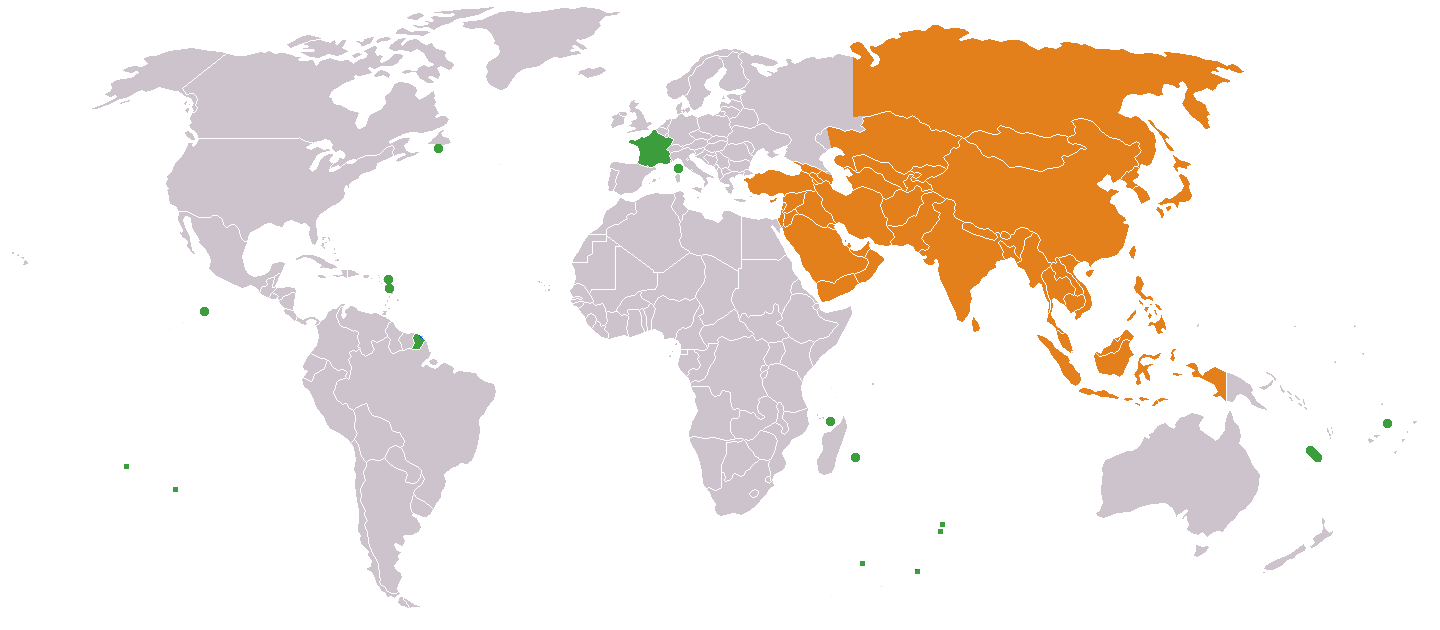
Відносини між Францією та Азією охоплюють період понад два тисячоліття.

Відносини Франції та Азії охоплюють період понад два тисячоліття, починаючи з 6 століття до н. Е. Зі створенням Марселя греками з Малої Азії та продовжуючи в ІІІ столітті до н. е. з голійськими вторгненнями в Малу Азію, щоб утворити королівство Галація і Франкські хрестоносці, що утворюють хрестоносні держави. З тих ранніх взаємодій Франція мала багату історію контактів з азійським континентом.

## Античність

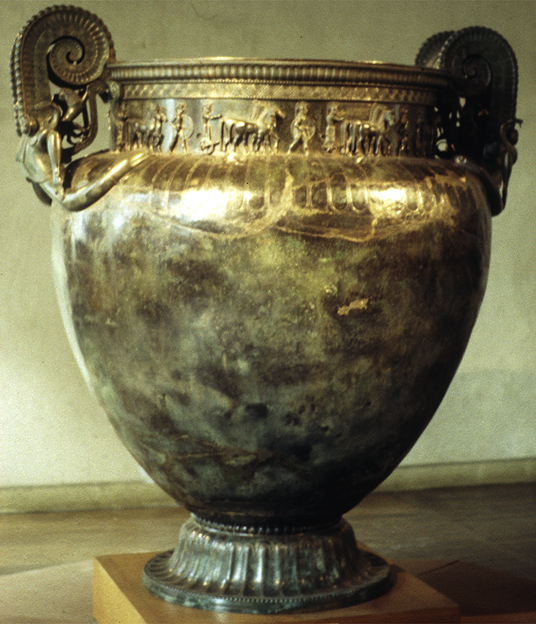
Кратець Vix, імпортний грецький посудовий завод, що сягав близько 500 р. До н. е., свідчить про торгові біржі цього періоду.

Загальний шлях сил гунів у вторгненні в Галлію

Фінікійці мали ранню присутність навколо Марселя на півдні Франції. Там знайдені фінікійські написи.

Найдавніше місто Франції, Марсель, було офіційно засноване в 600 р. До н. е. греками з Малої Азії міста Фокея (про що згадують Фукідіди, Книга 1, 13, Страбон, Афіней та Юстин) як торговий порт під назвою Μασσαλία (Массалія) . Ці східні греки, встановлені на березі півдня Франції, були в тісних стосунках з кельтськими жителями Франції, а грецький вплив і артефакти проникали на північ по долині Рона. Місце Вікс на півночі Бургундії стало активним торговим центром між греками та тубільцями, про що свідчить відкриття грецьких артефактів того періоду.
Зрештою, материнське місто Фокея було б знищене персами в 545 р. До н. е., що ще більше посилило переселення фокейців до їх поселень Західного Середземномор'я. Населення змішуються, стаючи напівгрецькими та напівкорінними. Торговельні зв'язки були великими: залізо, прянощі, пшениця та раби, а олово імпортувалося до Марселя за кордон з Корнуолла. Грецькі поселення дозволяли культурну взаємодію між греками та кельтами, зокрема сприяли розвитку міського способу життя на кельтських землях, контактах із складними грецькими методами, а також регулярній торгівлі на сході-заході.
Торгівля надземною торгівлею з кельтськими країнами знизилася близько 500, але проблеми виникли після закінчення цивілізації Халстата.

Розташування Галатії в Анатолії.

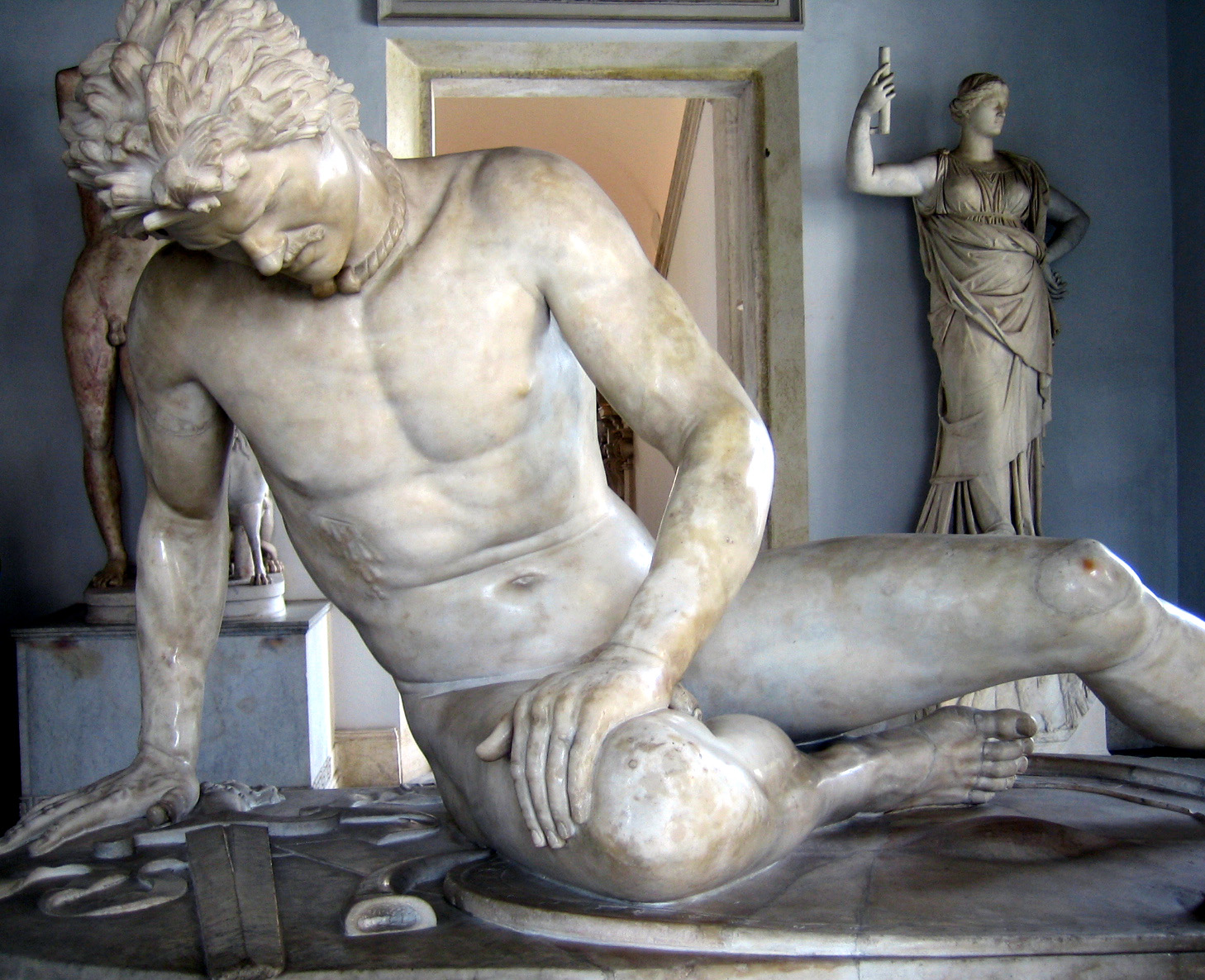
Умираюча Галія, давньоримська копія мармуру втраченої давньогрецької статуї, яка, як вважалося, виконана в бронзі, замовлена Атталом I з Пергамону деякий час між 230 і 220 рр. До н. е., щоб вшанувати його перемогу над Галатами, що також називається Галло-Граеці.

Через демографічний тиск сенонські гали виїхали з Центральної Франції під Бренном, щоб звільнити Рим у битві за Аллію c. 390 р. До н. Експансія тривала на схід, в Егейський світ, з величезною міграцією східних Галлій, що з'явилися в Фракії, на північ від Греції, в 281 р. До н. е. в галльському вторгненні на Балкани, сприяючи неспокійному правлінню Діадочі після Олександра Великого.
Частина вторгнення перейшла на Анатолію і врешті оселилася в районі, який отримав назву їх імені Галатія. Окупанти на чолі з Леонорієм та Лутарієм приїхали на запрошення Нікомеда I Віфінійського, який потребував допомоги в династичній боротьбі проти брата Зіпоіта II. Три племена перейшли з Фракії в Малу Азію. Вони налічували близько 10 000 бойових чоловіків і приблизно стільки ж жінок і дітей, поділених на три племена — Трокмі, Толістобогію і Тектосеанси (з району Тулузи на півдні Франції). Зрештою, вони були переможені Селевкідським царем Антіохієм I у битві, де слони Селевкидської війни шокували кельтів. Хоча імпульс вторгнення порушувався, Галатів аж ніяк не винищували. Натомість міграція призвела до встановлення довговічної кельтської території в центральній Анатолії, яка включала східну частину стародавньої Фригії, територію, яка стала називатися Галатією. Там вони врешті-решт оселилися і, зміцнившись свіжими приєднаннями того ж клану з Європи, вони здолали Віфінію та підтримали себе, грабуючи сусідні країни.
У 189 р. До н. е. Рим відправив Гнея Манлія Вулсо в експедицію проти галатів. Він переміг їх. Відтепер Галатія панувала в Римі через регіональних правителів з 189 р. До н. е.
Християнство після його появи в Близькосхідній частині Азії традиційно було запроваджено Марією, Марфою, Лазаром та деякими супутниками, яких вигнали з переслідувань зі Святої Землі. Вони пройшли Середземномор'я у крихкому човні без ні керма, ні щогли, і приземлилися в Сайнтес-Марі-де-ля-Мер поблизу Арля в 40 році нашої ери. Провансальська традиція називає Лазаря першим єпископом Марселя, тоді як Марта нібито продовжувала приборкувати страшного звіра в сусідньому Тарасконі. Паломники відвідали їх гробниці в абатстві Везелай у Бургундії. В абатстві Трійці у Вендомі, як кажуть, у філактері містився сльоза, пролита Ісусом біля гробу Лазаря. Собор Автуна, недалеко, присвячений Лазару як святому Лазаре.

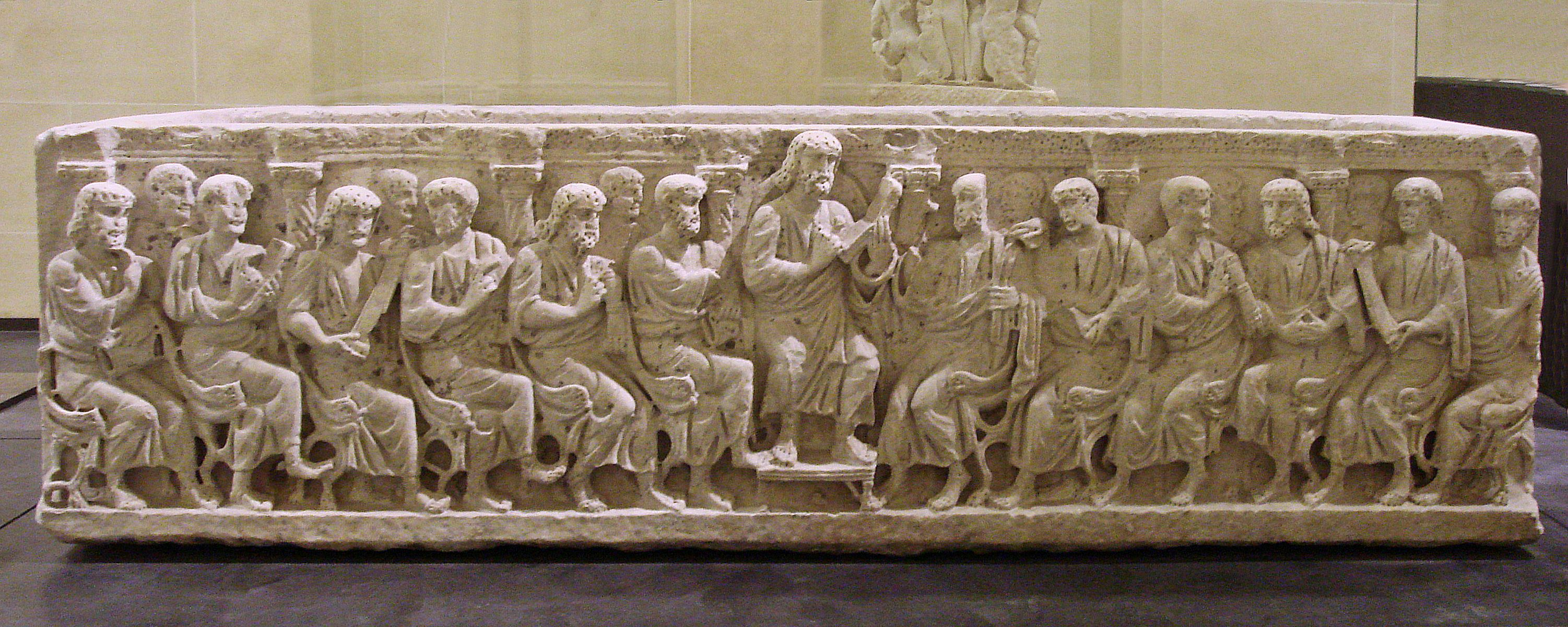
Гало-римський християнський саркофаг, Ріньє-ле-Франк (Айн), кінець IV ст. Музей Лувра

Перші письмові записи християн у Франції датуються ІІ століттям, коли Іриней детально розповів про загибель дев'яносторічного єпископа Потіна Лугдунського (Ліона) та інших мучеників 177 року переслідування в Ліоні.
У 496 р. Ремігій хрестив Хлодвіга I, який перейшов від язичництва до католицизму. Хлодвіг I, вважається засновником Франції, зробив себе союзником і захисником папства та його переважно католицьких підданих.
На початку V століття різні азійські кочові племена іранського походження, особливо тайфали та сармати, були заселені римлянами в Галлії як колонії. Вони оселилися в регіонах Аквітанії та Пуату, які в один момент навіть у 6 столітті називали Тіфалією або Тейфалією (Теофалгікус), залишившись топонімами, такими як Тіфф. Деякі сармати також були поселені в районі Родез-Велай.
З 414 р. Алани, які союзувались, а потім розлучилися з вестготами, уклали угоду з римлянами, яка дозволила їм оселитися в районі між Тулузою та Середземномор'ям, де вони відігравали оборонну роль проти вестгота в Іспанії.
Римський генерал Ецій заселив Аланів у Галлії для військових цілей, спочатку в районі Валентності в 440 р. Для управління нижньою долиною Ізер і в 442 р. В районі Орлеанів, очевидно, для протидії арморіканським Бакаудам. Деякі міста були названі на честь них, наприклад Аллайнс або Алайнвілл.
У 450 р. Аттіла проголосив намір напасти на потужне Візиготське королівство Тулузи, уклавши союз з імператором Валентиніаном III для цього. Аттіла зібрав своїх васалів — Гепіди, остготи, Rugians, Scirians, Heruls, Тюрінгії, аланів, бургундів, серед іншого, і почав свій похід на захід. У 451 році він прибув до Бельгіки з армією, перебільшеною Йорданом на півмільйона. Дж. Б. Бері вважає, що намір Аттіли до того часу, коли він рушив на захід, було розширити своє королівство — вже найсильніше на континенті — через Галію до Атлантичного океану. 7 квітня Аттіла захопив Мец . Вважається, що Сен- Женев'єв врятував Париж.
Римляни під Алетієм об'єдналися з військами з числа франків, бургундців, кельтів, готів та аланів і, нарешті, зупинили наступаючих гунів у битві під Халоном .

## Середньовіччя

### Обміни з арабським світом (VIII—XIII століття)

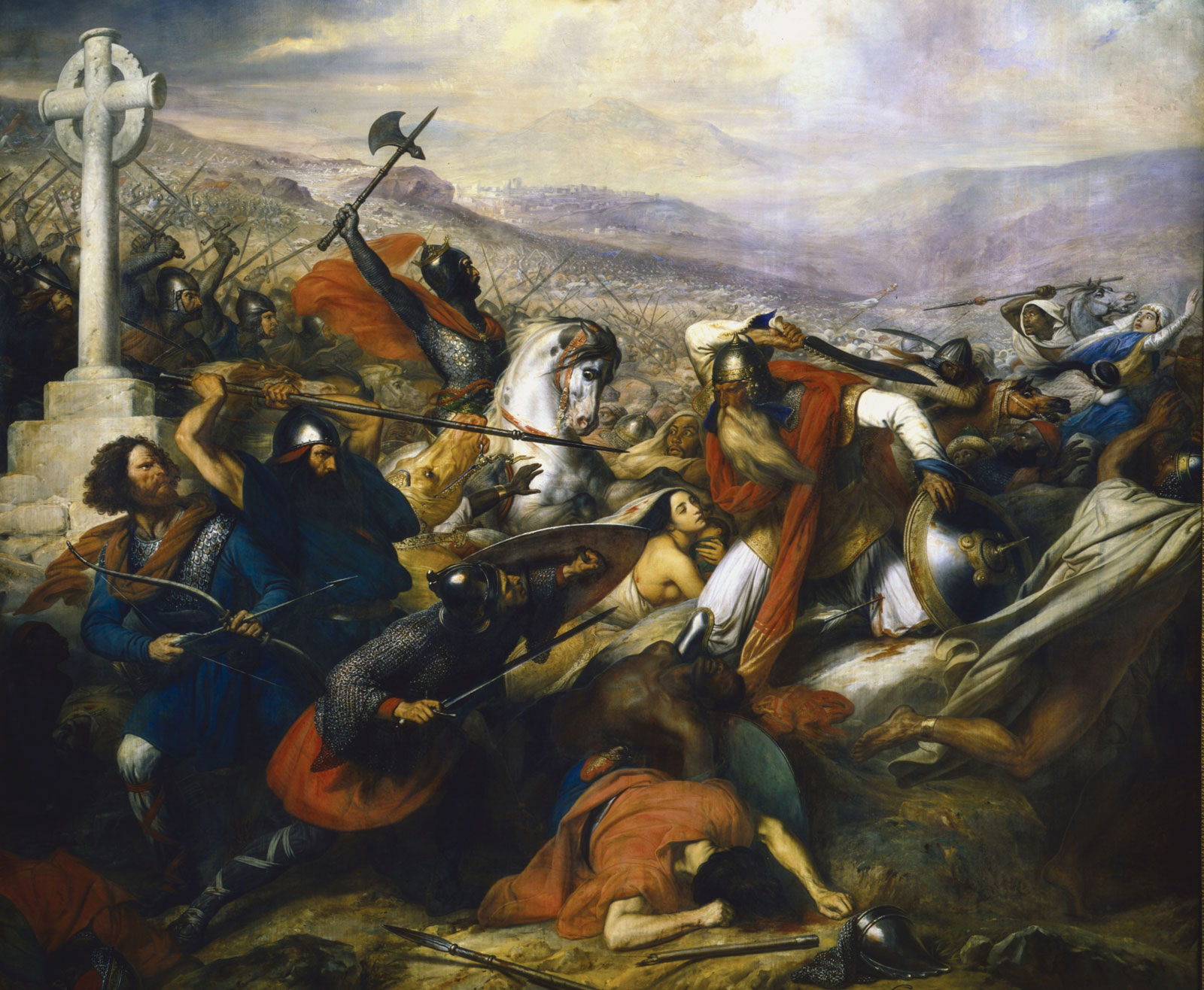
Чарльз Мартель (встановлений) перед " Абдулом Рахманом Аль-Гафікі (справа) в битві при Пуатьє

Після підйому ісламу на Аравійському півострові в 7 столітті араби вторглися в північну Африку, потім Піренейський півострів та Францію. Вони були остаточно відбиті в битві при Пуатьє в 732 р., Але після цього залишилися значною присутністю на півдні Франції та Іспанії.
У цей час відомі різні обміни, як коли Аркульф, єпископ франків, відвідував Святу Землю в 670-х роках.

### Аббасидсько-Каролінгський союз

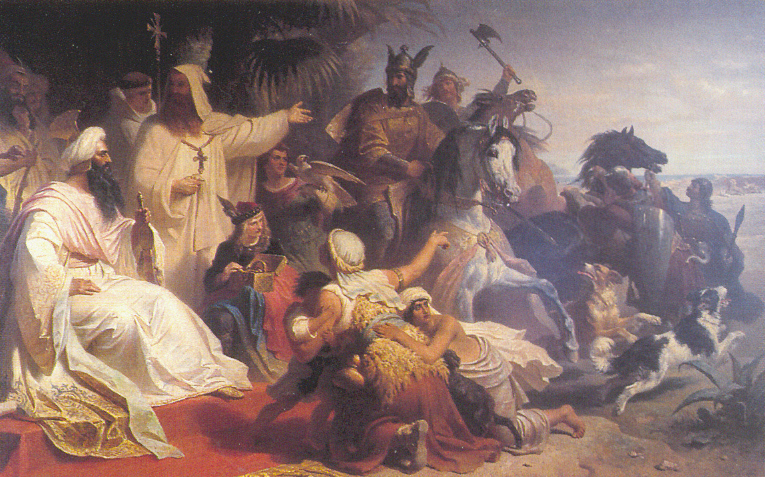
Харун аль-Рашид прийняв делегацію Карла Великого в Багдаді від Юлія Кьокерта

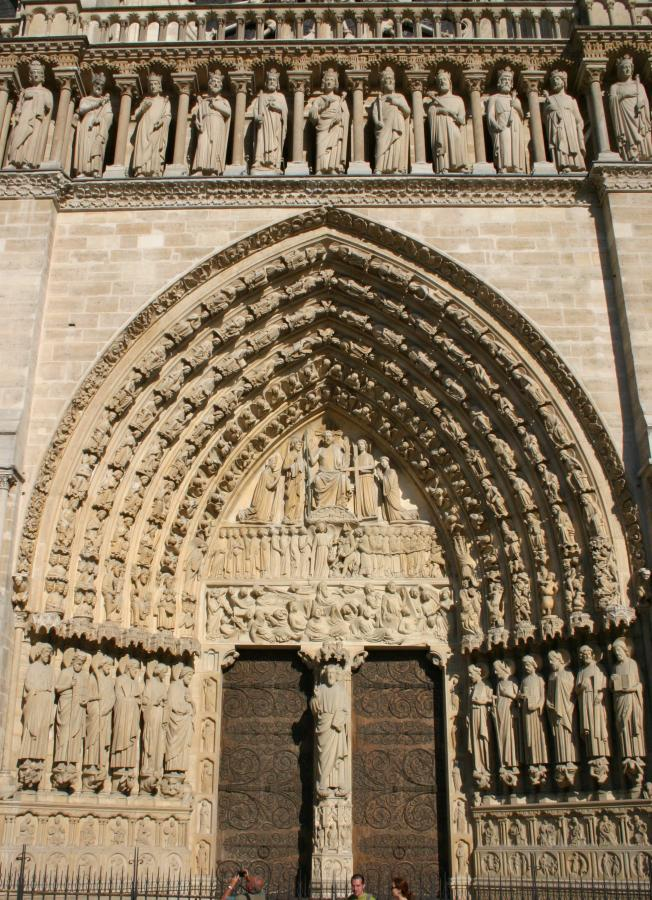
Вказана арка, приклад ісламських впливів на християнське мистецтво

Аббасидсько-Каролінгський союз намагався і частково сформувався протягом 8 — 9 століття за допомогою ряду посольств, зближень та комбінованих військових операцій між Франкською імперією Каролінг та Аббасидським халіфатом або проабасидом Мусульманські правителі в Іспанії.
Ці контакти відбулися після напруженого конфлікту між Каролінгами та Омейядами, позначеного зсувною битвою під Турами у 732 році, і були спрямовані на встановлення контрсоюзу з далекою імперією Аббасидів. Між Карлом Великим та Аббасидським халіфом Харуном аль-Рашидом з 797 р. Існували численні посольства, мабуть, зважаючи на союз Каролінг-Аббасид проти Візантії або з метою досягнення союзу проти умейядів Іспанії.

### Культурний та науковий обмін
Ці контакти відбулися після напруженого конфлікту між Каролінгами та Омейядами, позначеного зсувною битвою під Турами у 732 році, і були спрямовані на встановлення контрсоюзу з далекою імперією Аббасидів. Між Карлом Великим та Аббасидським халіфом Харуном аль-Рашидом з 797 р. Існували численні посольства, мабуть, зважаючи на союз Каролінг-Аббасид проти Візантії або з метою досягнення союзу проти умейядів Іспанії.

## Франція та Близький Схід (16-19 століття)
Між 16-м та 19-м століттям Франція часом мала відносно спокійні стосунки з Близьким Сходом (або Західною Азією), а в інші часи була тісно переплетена політично. Взаємовідносини з регіоном переважно панували через дві імперії, що керували цією територією, а саме суперницької Османської імперії та різних перських династій між цими століттями (Сафавіди, Афшариди та Каджари). Суперництво між французами, британцями та росіянами було ключовим фактором зовнішньої політики французів для регіону, опинившись часом у союзі з турками чи персами.

### Франко-османський союз (16-18 ст.)

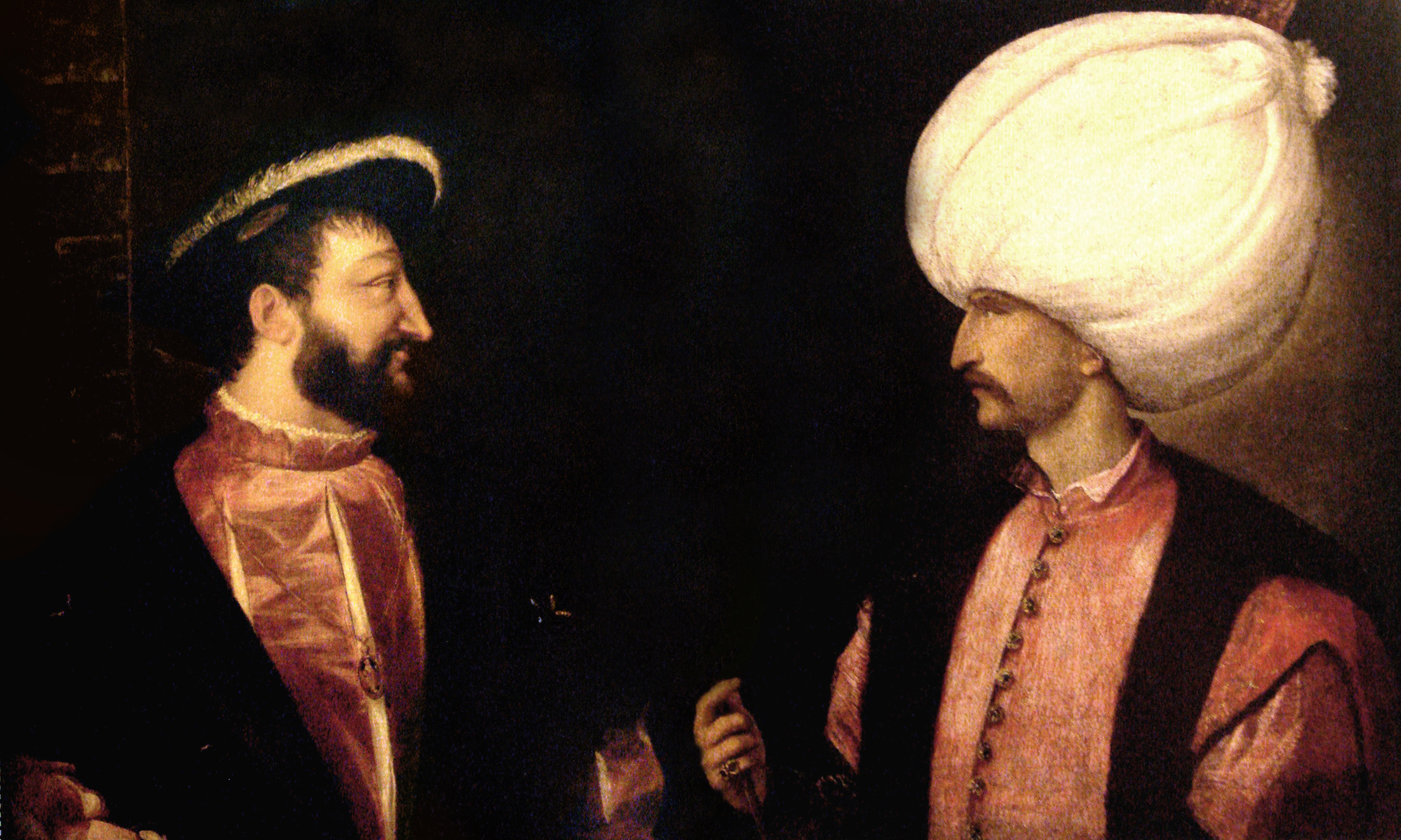
Франциск I (ліворуч) та Сулейман Прекрасний (справа) започаткували франко-османський союз з 1530-х років.

За правління Франциска I Франція стала першою в Європі країною, яка встановила формальні відносини з Османською імперією та налагодила навчання арабською мовою, через інструкцію Гійом Постель у Колежі де Франс.
У 1536 р. Між королем Франції Франциском I та турецьким правителем Османської імперії Сулейманом Величним було встановлено франко-османський союз після критичних невдач, з якими Франциск зіткнувся в Європі проти Карла V. Альянс був названий «першим ненідеологічним дипломатичним союзом між християнською та нехристиянською імперією». Це спричинило скандал у християнському світі і було позначене як «безбожний союз», або "священний союз Лілії та Півмісяця "; тим не менше, вона тривала, оскільки слугувала об'єктивним інтересам обох сторін.
Французькі війська на чолі з Франсуа де Бурбоном та османські сили на чолі з Барбароссою приєдналися до Марселя в серпні 1543 р. і співпрацювали з метою обстрілу міста Ніцці в облозі Ніцци . У цій акції 110 османських галерей, що налічували 30 000 чоловіків, поєднанні з 50 французькими галерами. Франко-османи скидали місто, але зустріли жорсткий опір, який породив історію про Катерину Сегуран . Згодом Франциск дозволив османам зимувати в Тулоні.
Стратегічний, а іноді тактичний союз тривав близько трьох століть до Наполеонівської кампанії в Єгипті, османській території, у 1798—1801 роках.
Прихід Шаха Ісмаїла I у 1501 р. Співпав з вирішальними світовими подіями. Ставши остаточним архівом османів, шах безуспішно прагнув укласти нестабільний союз проти османів разом з португальським імператором Карлом V та угорським королем Людвігом II. У той час як інші європейські уряди неодноразово наполягали на тому, що вони прагнули співпрацювати з Персією проти турків, Франція залишалася осторонь завдяки договору 1536 р. Між Франциском I та Сулейманом Величним. Коли Сулейман I вторгся на північно-західну Персію і зайняв Тебріз під час Османсько-Сафавідної війни (1532—1555), його супроводжував посол Франції Габріель де Люц, поради якого дозволили османам змусити персів здати цитадель Ван.
Коли в 1604 р. Приплив повернувся, коли Персія здобула перевагу проти Оттонана Туреччини, посол Франції в Порті Саварі де Бревс написав спогад про те, як союз з персами може завдати шкоди франко-османським відносинам. Таким чином, турецький союз заважав Анрі IV відповісти на увертюри, зроблені йому шахом Аббасом I, який стрімко підкорював втрачені території і завоював понад те, що в Анатолії та на Кавказі .
Французькі зусилля на Близькому Сході залишалися обережними та обмеженими навіть після падіння Сафавідів . Однак Франція відіграла важливу роль у зовнішній політиці після Сафавіда через маркіза де Боннака, посла в Порті, який був активним посередником між Росією, Іраном та Туреччиною, усіма регіональними конкурентами. Культурні зв'язки між Францією та Персією, хоча поступово розвиваються в цей період, зазнавали часом через розриви в дипломатичних комерційних відносинах. Однак відносини інтенсивно піднімалися з приходом Наполеона та династією Каджарів у Персію.

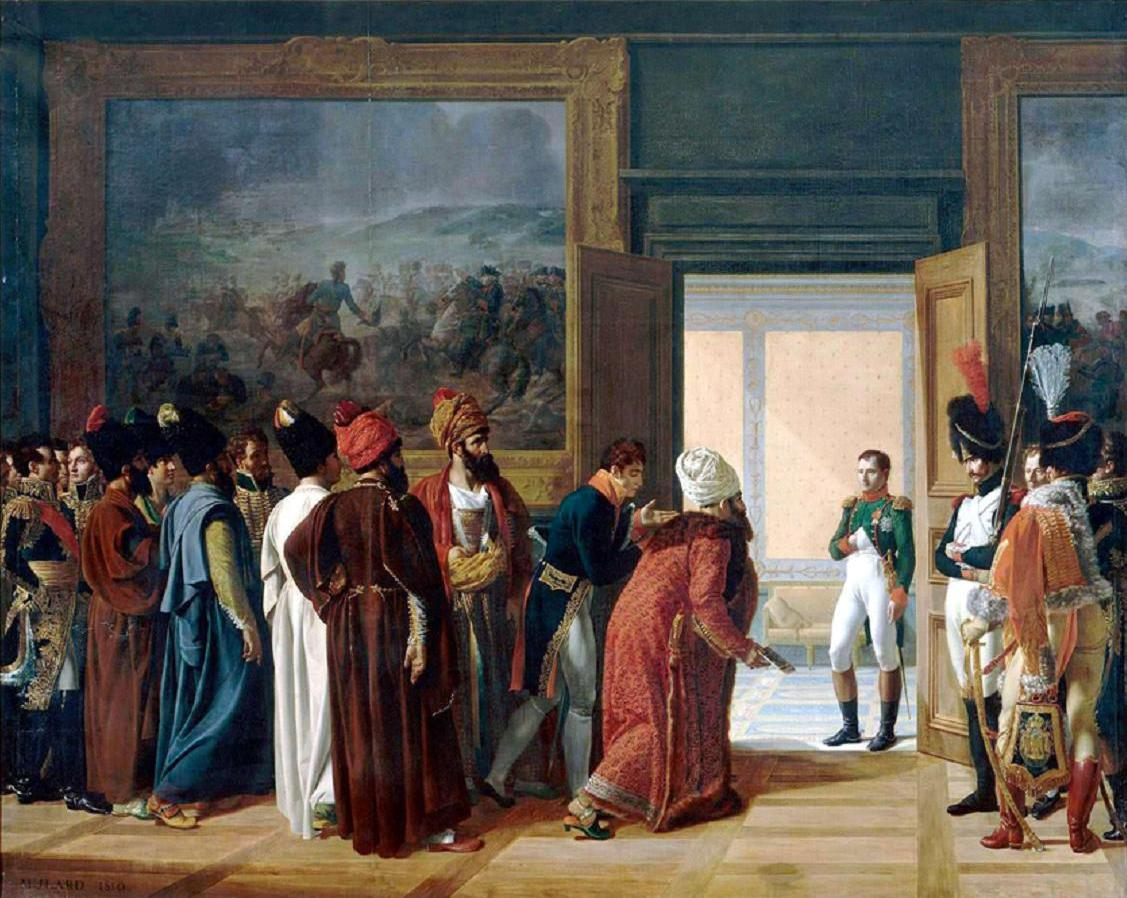
Зустріч перського посланця Мірзи Мухаммеда Реза-Казвіні з Наполеоном I в палаці Фінкенштейна, 27 квітня 1807 р., Для підписання Франксько -перського союзу Договору Фінкенштейна

Незважаючи на ворожість російської імператриці Катерини II по відношенню до сусідньої суперниці Персії та Французької революції, асценденція нової монархії в Персії, представленої династією Каджар, не одразу призвела до тісніших відносин між ними, крім наукової місії Росії лікарі Жан-Гійом Брюг'єр та Гійом Антуан Олів'є. Однак у 1804 р. Все змінилося, коли Фат-Алі Шах Каджар попросив Наполеона допомогти йому відновити Грузію, яка управлялася Персією протягом століть і була частиною її цілісних областей, але була захоплена і анексована Імперською Росією. Наполеон вважав, що тісніші зв'язки з Персією можуть полегшити поразку Росії та відкрити шлях і до Індії.

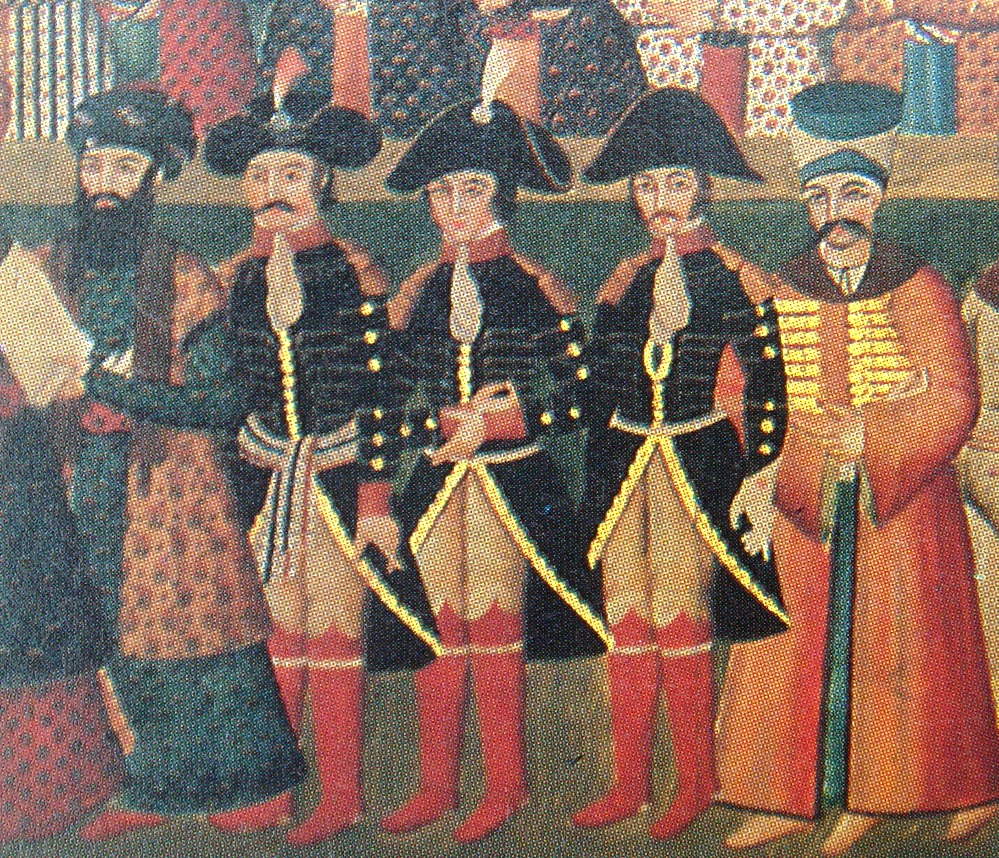
Генерал Гардан з колегами Жабертом та Джоаніном в Перському дворі Фат-Алі Шаха 1808 року

Після перемоги в Аустерліці в 1805 р. Наполеону вдалося створити недовговічний франко-османський союз і франко-перський союз, оформлений у Договорі Фінкенштейна 1807 р., А Персія та Росія вже три роки перебували в російсько-перській війні (1804—1813), щоб отримати стратегічну підтримку в його боротьбі проти Російської імперії.
Договір включав французьку підтримку Персії відновити втрачені території, що складалися з Грузії та інших територій Кавказу, які були окуповані Росією до того часу, обіцяючи діяти так, що Росія здасть цю територію. В обмін Персія мала боротися з Великою Британією і дозволити Франції перетнути перську територію, щоб врешті дістатися до Індії.
Зміни в політичній атмосфері, що ознаменували мир між Францією та Росією за Тильзітським договором, змусили союз втратити мотивацію. Тривала російсько-перська війна (1804—1813 рр.), Незважаючи на кілька успіхів, що частково вплинули завдяки початковій французькій допомозі, врешті-решт у поєднанні з Тильзітським договором призвела до катастрофи для Персії, оскільки вона не тільки була змушена визнати російський сюзеренітет над Грузією, Своєю власною землею, якою вона керувала століттями, але вона також сприяла поступці Дагестану і більшості того, що сьогодні є Азербайджаном з Росією, серед інших умов Договору про Гулістан .

### Французькі плани в Єгипті
Наполеон намагався встановити рішучу французьку присутність в Азії, вперше розпочавши свою єгипетську кампанію в 1798 р. Він хотів встановити французьку присутність на Близькому Сході, а потім планував здійснити стикування з Тіппу Сахібом в Індії проти англійців. Наполеон запевнив Директорію, що «щойно він завоював Єгипет, він налагодить відносини з індійськими князями і разом з ними нападе на англійців у їхніх володіннях». Згідно з доповіддю Талейрана 13 лютого 1798 року: «Окупувавши і укріпивши Єгипет, ми відправимо війська з 15 000 чоловіків із Суеца в Індію, щоб об'єднати сили Типу-Сабіба і прогнати англійців». Директорія, хоч і стурбована масштабами і витратами підприємства, погодилася, щоб популярний генерал відсутній у центрі влади.

## Торговельна, релігійна та військова експансія (16-18 століття)

### Ранньомодерні контакти зі Східною Азією (1527-)

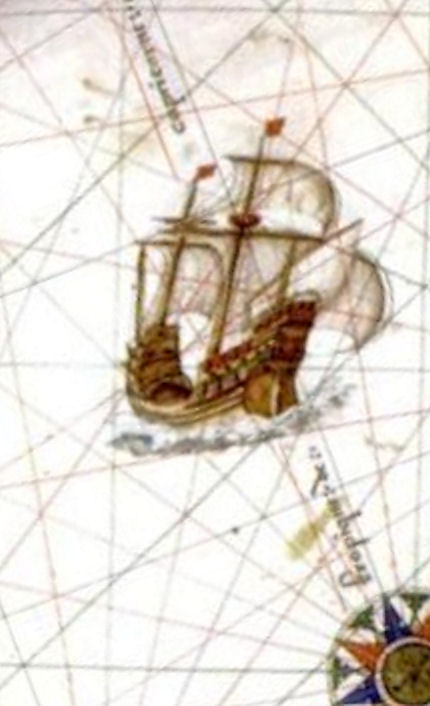
Вітрильний корабель поблизу Ява-ла-Гранде у Вальярд-Атласі 1547, школа Діппе

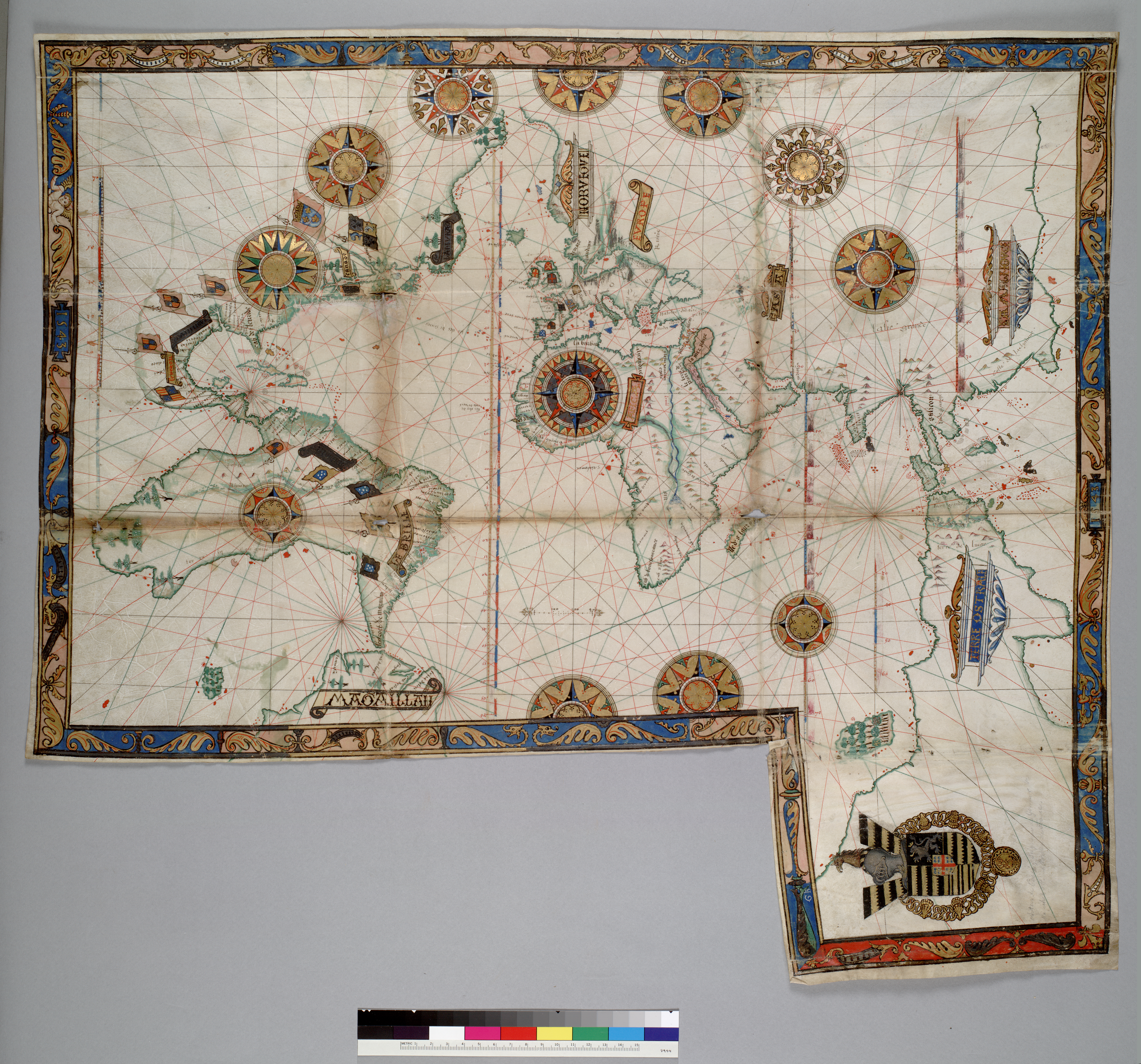
Приклад карт Діеппа, Гійом Броскон, 1543 рік

Франція почала торгувати зі Східною Азією з початку 16 століття. У 1526 році матрос з Онфлера на ім'я П'єр Коней відплив до Суматри. Він втратив свій корабель на зворотній нозі між Африкою та Мадагаскаром, де екіпаж був ув'язнений португальцями. У липні 1527 року французький нормандський торговий корабель з Руану записується португальцем Жоао де Барросом, який прибув до індійського міста Діу. Наступного року в Діу також прибув корабель під Жаном де Брейлі, але цього разу захопили португальці.
У 1529 році Жан Парментьє, плаваючи з Сакре і Пенсі, дістався до Суматри. Після повернення експедиція спровокувала розробку карт Діппе, вплинувши на роботу картографів Діппе, таких як Жан Ротц.
Після португальських та іспанських набігів в Азію після 1500 року, кілька французів брали участь у заходах католицьких релігійних орденів у цих країнах протягом 16 століття. Перший випадок відносин Франції та Таїланду стався за свідченням єзуїта Джованні П'єтро Маффея, коли близько 1550 року французький францисканець Бонферр, почувши про велике царство пегуанців і сіамців на Сході, вирушив на португальському кораблі з Гоа до Косме (Пегу), де три роки проповідував Євангеліє, але без жодного результату.

#### Франсуа Пірард та Франсуа Мартін (1601—1611)

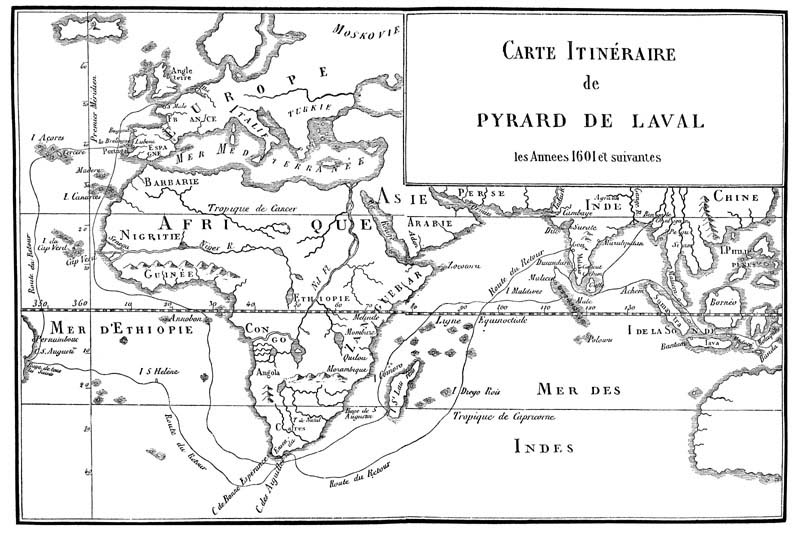
Маршрут Франсуа Пірара де Лаваля (1601—1611)

У грудні 1600 р. Було створено компанію через асоціацію Сен-Мало, Лаваль та Вітре для торгівлі з молукками та Японією. Два кораблі, Круасан і Корбін, були відправлені навколо мису в травні 1601 року. Один був розбитий на Мальдівах, що призвело до пригоди Франсуа Пірара де Лаваля, якому вдалося повернутися до Франції в 1611 році. Другий корабель, що перевозив Франсуа Мартіна де Вітре, дістався до Цейлону і торгував з Ахе в Суматрі, але був захоплений голландцями на зворотній нозі на мисі Фіністерре. Франсуа Мартін де Вітре був першим французом, який написав розповідь про подорожі на Далекий Схід у 1604 році на прохання Генріха IV, і з цього часу були опубліковані численні рахунки по Азії.
З 1604 по 1609 рік, після повернення Франсуа Мартіна де Вітре, Генріх IV розвинув сильний ентузіазм до торгівлі з Азією та спробував створити французьку Східно-Індійську компанію за зразком Англії та Нідерландів. 1 червня 1604 р. Він видав патентні листи на торговців Dieppe для створення компанії «Діппе», надавши їм ексклюзивні права на азійську торгівлю протягом 15 років, але жодне судно фактично не було відправлено. У 1606 році Анрі де Фейнес виїхав до Китаю, який став першим відвідувачем француза. У 1609 р. Інший авантюрист, П'єр-Олів'є Малхербе, повернувся з кругообігу і повідомив Генріху IV про свої пригоди. Він відвідав Китай, а в Індії мав зустріч з Акбаром.
На місіонерському фронті Ніколя Тріго відновив відносини між Францією та Китаєм, коли він покинув Європу, щоб зробити місіонерську роботу в Азії близько 1610 року, зрештою прибувши до Нанкін, Китай у 1611 році.

#### Хасекура Цуненага (1615)

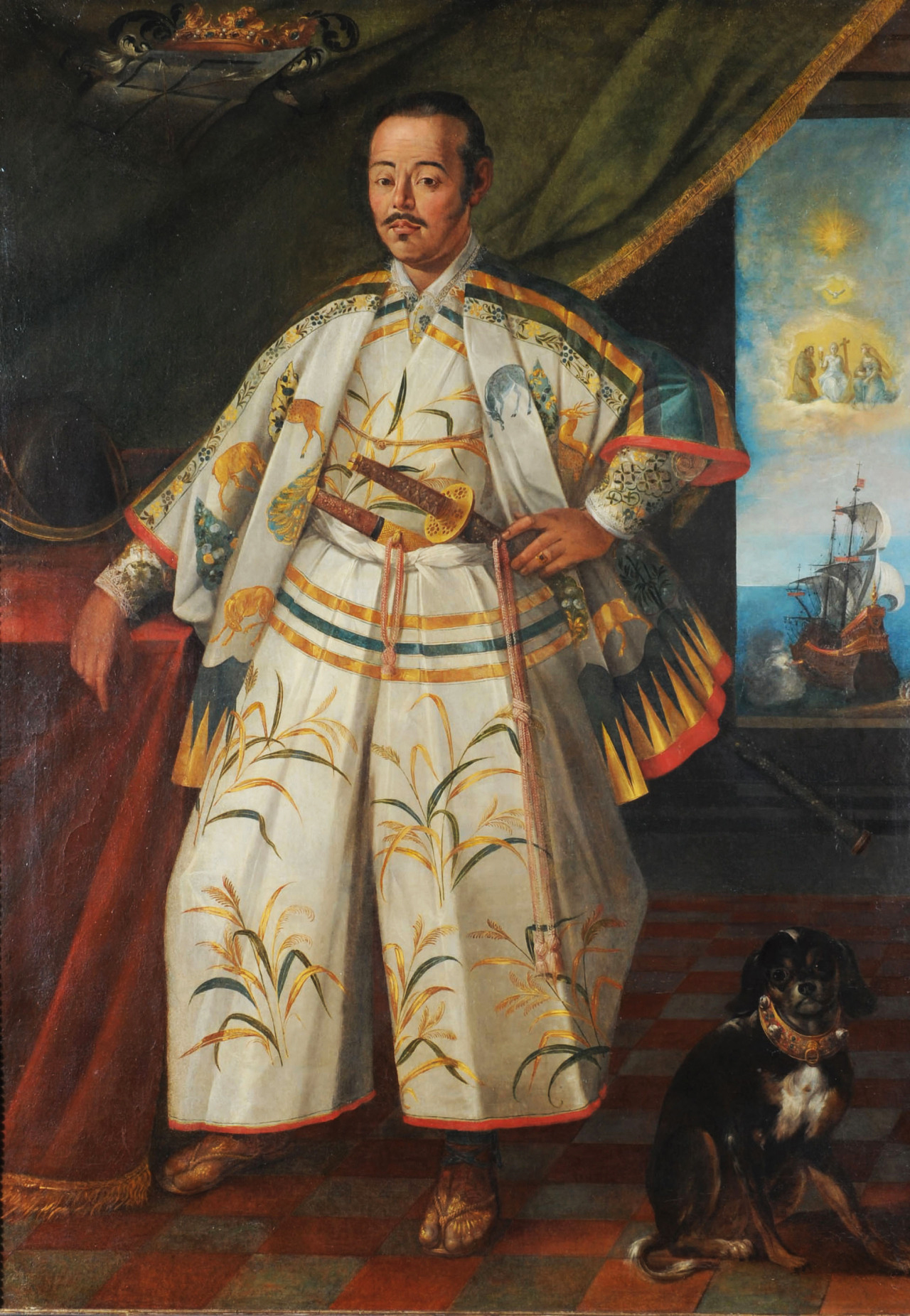
Хасекура Цунега започаткував відносини Франції та Японії, коли він висадився в Сен-Тропе в 1615 році.

Французько-японські відносини почалися в 1615 році, коли Хасекура Цунегага, японський самурай і посол, посланий до Риму Датою Масамуном, висадився в Сен-Тропе на кілька днів. У 1636 році Гійом Курте, французький священик- домініканець, відповів би, коли ступив у Японію. Він проник у Японію підпільно, проти заборони християнства 1613 року. 29 вересня 1637 р. Його спіймали, катували та померли в Нагасакі.

#### Компанія Молукків (1615)

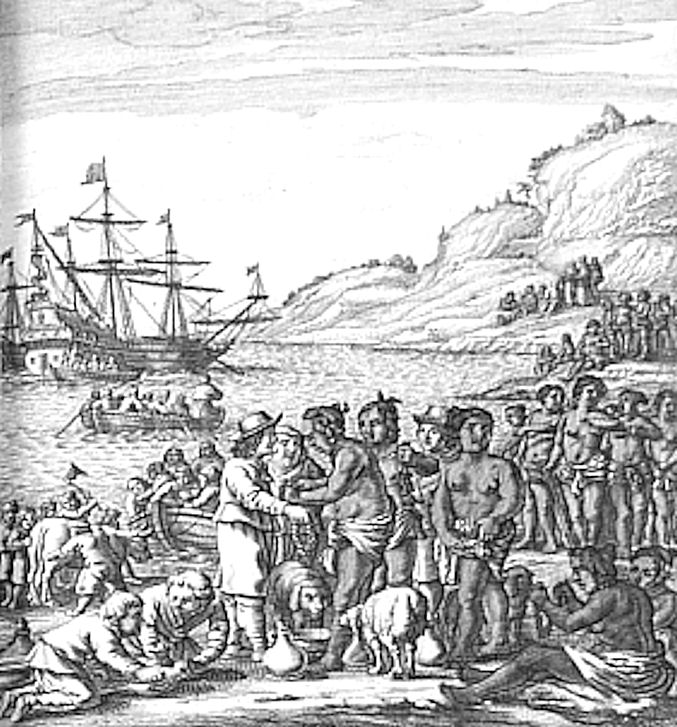
«Флот Монморансі», керований Августіном де Болье, в Ост-Індській (1619—1622)

У 1615 р. Регент Марі де Медікіс включив купців Діппе та інших гавань, щоб заснувати Компанію Молукк . У 1616 р. Дві експедиції були пов'язані з Азією від Онфлера в Нормандії: три кораблі виїхали до Індії, а два кораблі — до Бантама . Одне судно повернулося з Бантама в 1617 році з невеликим вантажем і листами голландців, що виражають їхню неприязнь до французьких кораблів в Ост-Індії . Також у 1616 році два кораблі були відправлені зі Сен-Мало на Яву . Одного захопили голландці, але другий дістав згоду від правителя Пондичеррі побудувати там фортецю і фабрику, і повернувся з багатим вантажем.

У 1619 р. З Гонфлера для боротьби з голландцями на Далекому Сході була відправлена збройна експедиція, складена з трьох кораблів (275 екіпажів, 106 гармат) під назвою «Флот Монморансі» при генералі Августина де Болье . Вони зіткнулися з голландським флотом біля Суматри. Один корабель був захоплений, інший залишився в Азії для внутрішньодержавної торгівлі, а третій повернувся до Ле-Гавра в 1622 році. У 1624 р. Договором про Компієн Рішельє дістав, що голландці перестануть воювати з французами на Сході. Однак Ісаак де Разіллі прокоментував: 
Що стосується Азії та Східної Індії, то сподівання на посадку колоній немає, оскільки шлях занадто довгий, а іспанці та голландці занадто сильні, щоб пережити це.— Isaac de Razilly, 1625.

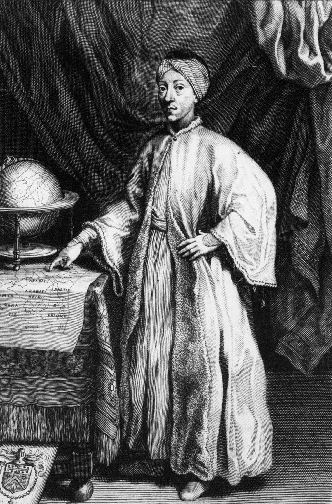
Жан де Тевено, з «Relation d'un voyage fait au Levant» (1664)

Однак торгівля розвивалася далі, завдяки діяльності таких людей, як Жан де Тевено та Жан-Батист Таверньє в Азії 17 століття. Жиль де Регімонт в 1630 році подорожував до Персії та Індії, а в 1632 році повернувся з багатим вантажем. Він створив торгову компанію в Діппе в 1633 році і щороку відправляв кораблі до Індійського океану .
У 1638 р. Матрос Анфлер П'єр Бертело, після того як став кармелітом в Гоа в місії Франциска Ксав'є, був замучений в Асесі.

### Розширення за Людовіка XIV
Франція прийняла більш структурований підхід до своєї експансії в Азії протягом 17 століття під час правління Людовіка XIV, в організованій спробі створити меркантильну імперію, взявши частку прибуткового ринку Індійського океану . У релігійному плані Паризьке товариство закордонних місій було утворене з 1658 року з метою забезпечення місіонерської роботи в основному в Азії, під французьким контролем. Незабаром у 1664 році була створена французька Ост-Індійська компанія.

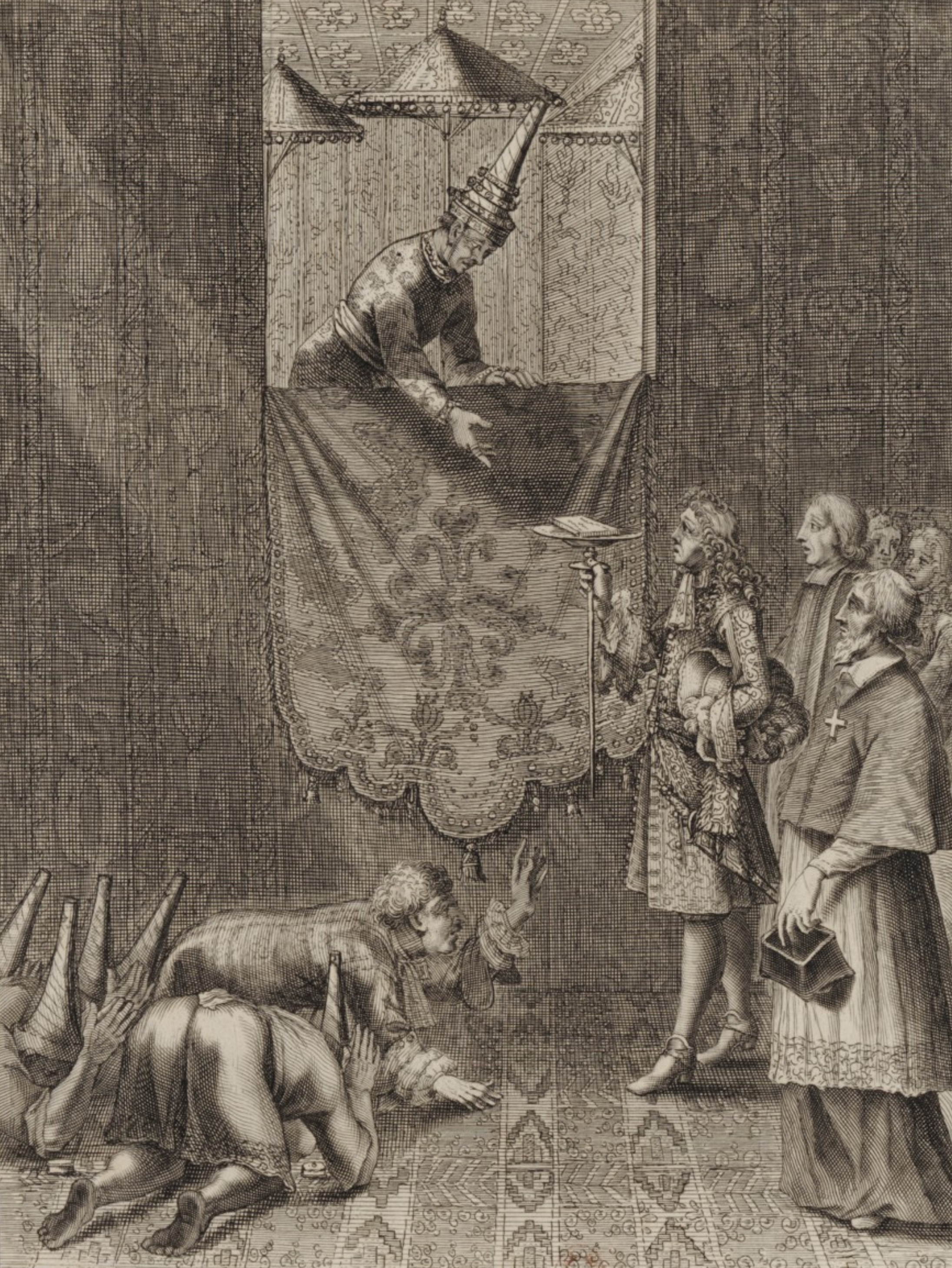
Шевальє де Шамон представляє лист Людовика XIV королю Нараю в 1685 році.

У 1664 році на Мадагаскар була відправлена місія під Франсуа Кароном, яка раніше була на службі голландської Ост-Індської компанії . Місія на Мадагаскарі зазнала невдачі, але незабаром Карону вдалося заснувати французькі форпости в Сураті (1668 р.) Та Масуліпатамі (1669 р.) В Індії; Карон став «комісаром» у Пондічеррі (1668—1672). Французька Східно-Індійська компанія створила торговий центр в Пондічеррі в 1673 році. Цей форпост зрештою став головним французьким поселенням в Індії.
У 1672 році Карон допоміг очолити французькі сили на Цейлоні, де захопили стратегічну бухту в Трінкомалі та Сент-Томе (також відомий як Meilâpûr) на узбережжі Короманделя . Однак його військові успіхи були нетривалими. Французи були вигнані, поки Карон рухався до Європи в 1673 році.

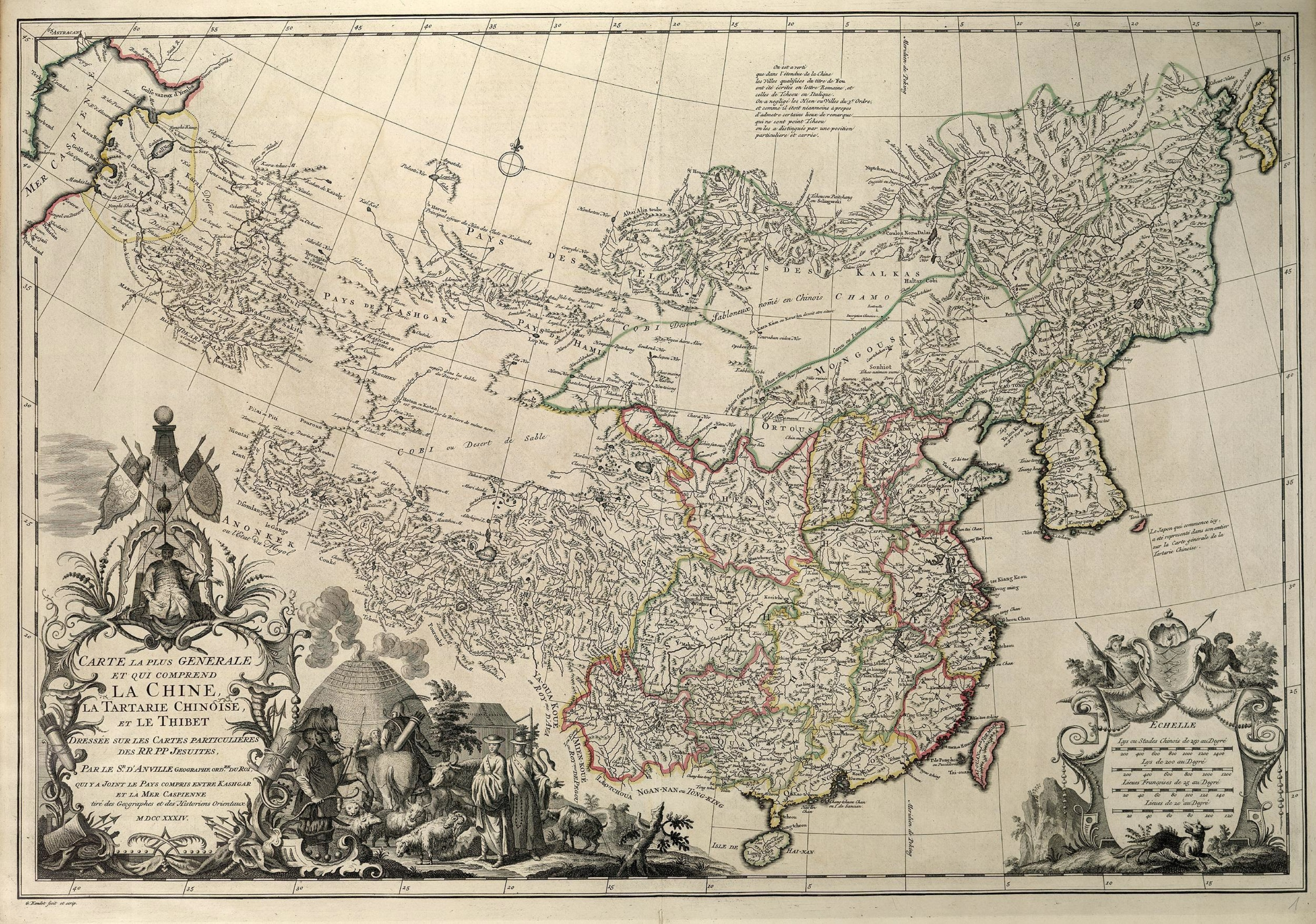
Карта Д'Анвіля в Китаї та Центральній Азії (1734 р.), Складена на основі першого систематичного географічного огляду всієї Китайської імперії командою французьких єзуїтів (бл. 1700 р.)

Під час правління Людовика XIV Франція ще більше розвинула відносини Франції та Таїланду і направила численні посольства до Сіаму на чолі з Шевальє де Шомон у 1685 р. Та пізніше Саймоном де ла Лубером у 1687 р., Поки французькі війська не були витіснені з країни після облоги 1688 р. Бангкока . Приблизно в той же час Франція брала активну участь у місіях єзуїтів в Китаї, коли Людовик XIV направив у 1685 р. Місію з п'яти єзуїтських «математиків» до Китаю, намагаючись порушити перевагу португальців: Жан де Фонтені (1643—1710), Йоахім Буве (1656—1730), Жан-Франсуа Гербійон (1654–1707), Луї Ле Конт (1655—1728) та Клод де Вісделу (1656—1737). Поки французькі єзуїти були знайдені при дворі імператора Маньчжурського канцзи в Китаї, до 1684 р. Луї прийняв візит китайського єзуїта Майкла Шен Фу-Цунг Крім того, через кілька років у нього при дворі був китайський бібліотекар і перекладач — Аркадіо Хуан .

### Людовик XV / Людовик XVI

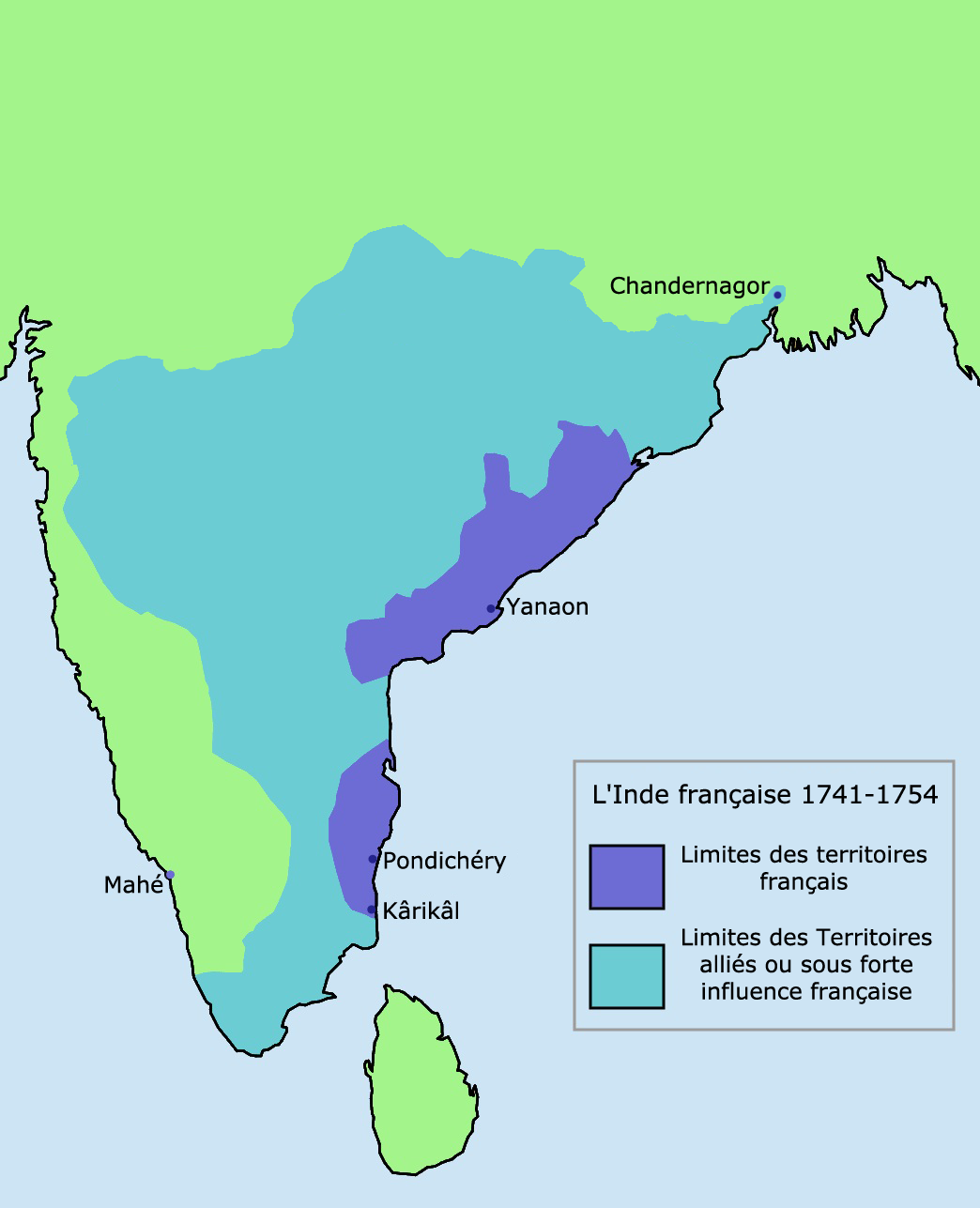
Максимальне поширення французького впливу в Індії

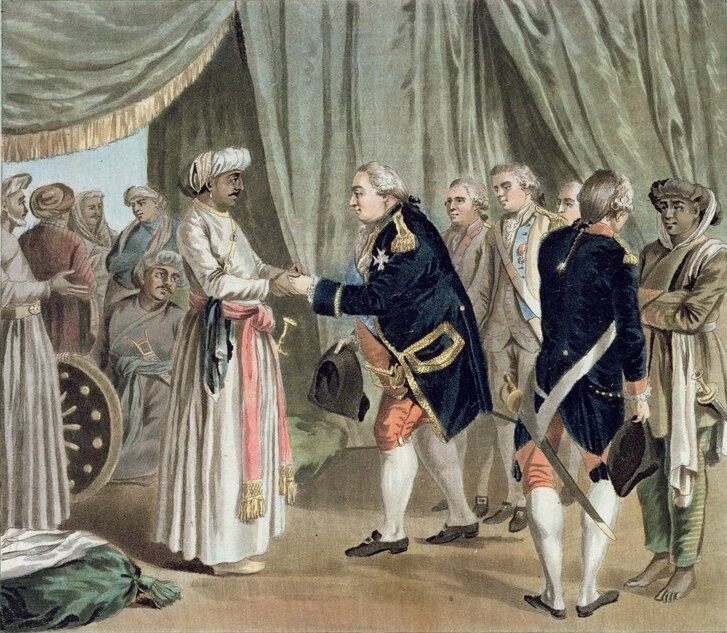
Suffren зустріч з Хайдер Алі в 1782, JB Morret гравірування (1789)

Після цих перших досвіду Франція взяла активнішу роль в Азії від своєї бази в Індії. Франція змогла встановити початки комерційної та територіальної імперії в Індії, що призвело до утворення Французької Індії . Для посилення впливу Франції та протидії британським зусиллям на країні були створені активні франко-індійські союзи . Суфрен відіграв значну роль у підтримці французької військово-морської влади в Індійському океані . Відносини Бірма-Франція розпочалися в 1727 р. Підходами Йозефа Франсуа Дуплекса, а в 1729 р. Було зафіксовано будівництвом верфі в місті Сіріям . Франція союзувалася з людьми Пн та брала участь у конфлікті Бурман-Мон в 1751—1756 рр. При Сюр де Бруно та П'єрі де Мілард .
Географічна розвідка Азії була розширена завдяки зусиллям Бугенвіля та Ла-Перуза.
Слідом за розвитком відносин між Францією та В'єтнамом шляхом ранньої торгівлі та релігійних контактів, Франція військово втрутилася у В'єтнам наприкінці 18 століття завдяки французькій допомозі Нгуїну Анху під керівництвом пані Піньє де Беейна.
Таким чином, Франції вдалося завоювати сильні позиції в Південній Азії та Південно-Східній Азії, але ці зусилля були повалені, по суті, наслідками французької революції та наполеонівських війн .
Розвивалася також торгівля, діяльність людей, таких як П'єр Пуавре, які мали справу з В'єтнамом з 1720-х років.

### Азія у французькому мистецтві XVII—XVIII ст

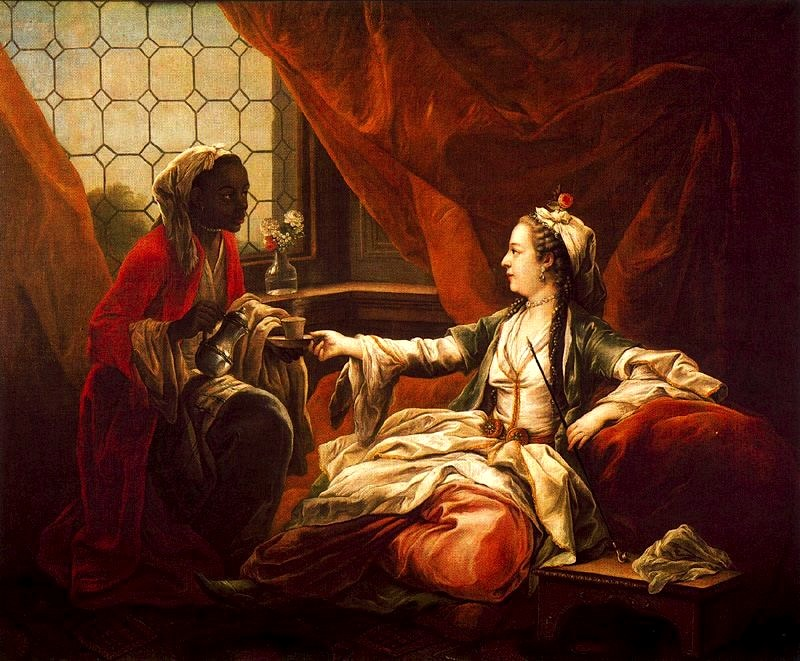
Мадам де Помпадур зображена як турецька леді Шарля Андре ван Ло (1747)

Відкриття Азії призвело до сильного культурного інтересу до азійського мистецтва. Франція особливо виробила смак до художніх форм, що випливають із китайського мистецтва та оповіді, що називаються Chinoiserie, а також до турецьких сцен, званих Turquerie . Французька текстильна промисловість також зазнала сильного впливу азійського стилю з розвитком промисловості шовку та гобелену . У Франції за правління Генріха IV П'єром Дюпоном, який повертався з Леванта, був розроблений килимовий індустріальний килимок (в образі Туреччини) і особливо піднявся на чільне місце під час правління Людовіка XIV . Tapis de Savonnerie особливо ілюструє цю традицію («чудові килими Savonnerie, які довго кинулися в килими Туреччини, а згодом далеко перевершили їх») яка була додатково пристосована до місцевого смаку і розвивалася з килимами Гобелінів. Ця традиція поширилася і на Велику Британію, де вона відродила британську килимову промисловість у 18 столітті.

## Азійські починання Наполеона

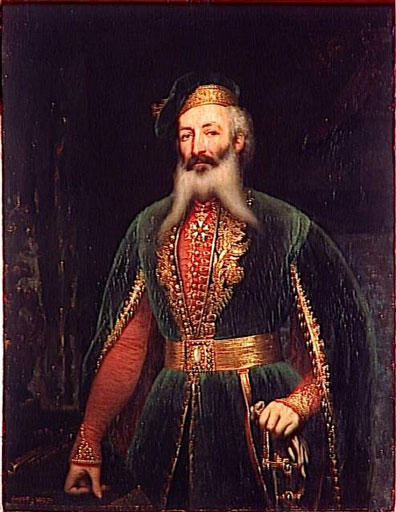
Жан-Франсуа Аллард став генералом в армії Ранджіт Сінгха.

На короткий період (1806—1815) Франція мала інтенсивну роль в Індонезії, оскільки Нідерланди стали провінцією Франції. Острови Ява та Балі, таким чином, контактували з франко-голландською адміністрацією. Наполеон підбирав нового генерал-губернатора, «залізного маршала» Віллема Дандельса, відправляв кораблі та війська для посилення Ост-Індії проти британських атак, а військові укріплення були побудовані по довжині Яви. У 1808 р. Між новою адміністрацією та балійським королем Бадунга було підписано союзний договір, щоб забезпечити робітників та солдатів для франко-голландських оборонних зусиль, але Ява потрапила до англійців у 1811 році, і угода не була виконана.
Після наполеонівської ери деякі колишні солдати Наполеона залишили Францію як найманці в азійських країнах. Один з них Жан-Франсуа Аллард, став керівником європейського офіцерського корпусу в Пенджабі, на службі в Махарадже Ранджіт Сінгх . Інший найманець Ранджит Сингх, Клод Огюст Суд був одним з перших учнів Кушанской карбування, чия монета-змальовувати книги на виставці в Британському музеї.

## Колоніальна ера
Через свою поразку в Наполеонівських війнах Франція втратила більшість своїх колоніальних володінь, але 19 століття принесла епоху промислової революції, поєднану з європейським експансіонізмом, завдяки якій Франція заново розширюється, утворюючи другу колоніальну імперію в Азії.

### Французький Індокитай

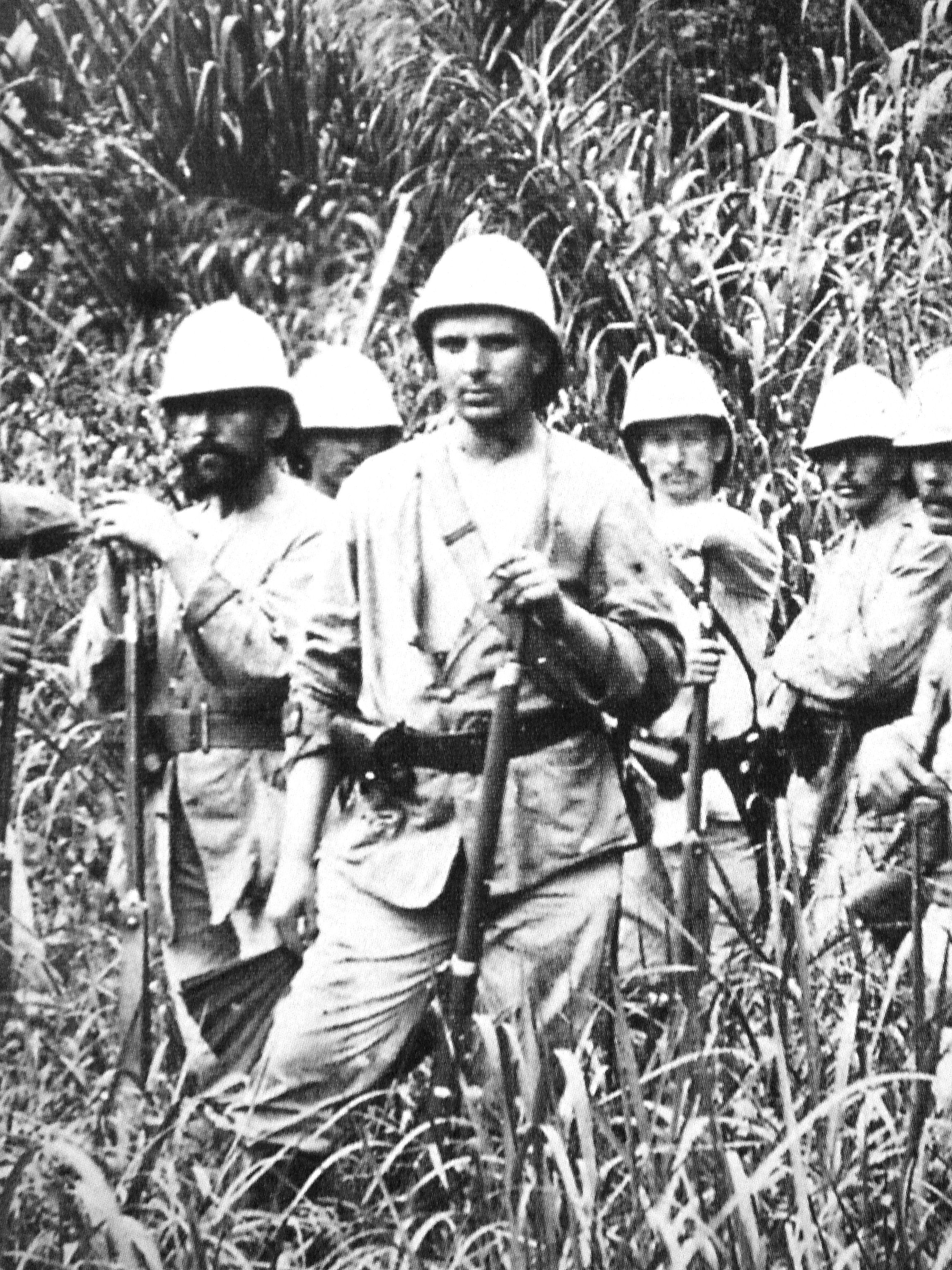
Французькі солдати в Тонкіні (бл. 1890)

У 1820-х роках Франція намагалася відновити контакти з В'єтнамом . 12 січня 1825 року посольство під керівництвом капітана Іячінте де Бугенвіль намагалося домогтися зустрічі з імператором Міном Менгом, але не вдалося. Натомість християнські місіонери переправлялися на берег в особі отця Регрео з Паризького товариства закордонних місій . Ці дії спричинили переслідування Міна Менґна проти християнства. Використовуючи ці переслідування як привід, у 1843 р. Міністр закордонних справ Франції Франсуа Гізо направив флот на Схід під адміралом Жаном-Батистом Сесілем та капітаном Чарнером разом із дипломатом Лагреном . Цей крок відповідав на успіхи англійців у Китаї в 1842 р., І Франція сподівалася врівноважити ці успіхи, доступивши до Китаю з півдня. Однак приводом було підтримка британських зусиль у Китаї та боротьба з переслідуванням французьких місіонерів у В'єтнамі. Нові релігійні переслідування знову спричинили кампанію Кочинщини (1858—1862), що ознаменувало реальний початок територіальної експансії у В'єтнамі.

Розширення французького Індокитаю над Сіамом

Тоді Північний В'єтнам суперечив Китаю, що призвело до кампанії Тонкіна (1883—1886) та перемоги французів у китайсько-французькій війні (1884—1885). Франція також розширилася на захід від своєї в'єтнамської бази, щоб суперечити територію з Сіамом, що призвело до франко-сіамської війни в 1893 році. Французький Індокитай був утворений у жовтні 1887 р. З Аннама, Тонкіна, Кочінчини (які разом утворюють сучасний В'єтнам), а Королівство Камбоджа та Лаос було додано після франко-сіамської війни.

### Китайські кампанії
Франція кілька разів втручалася в Китай разом з іншими західними державами, щоб розширити там західний вплив. Франція брала активну участь у Другій опійній війні 1860 року, також використовуючи релігійні переслідування як привід. У 1900 р. Повстання боксерів призвело до масової французької та західної інтервенції.

### Корея
Франція також мала роль інтервенціоністів у північно-східній Азії протягом другої половини 19 століття.
У Кореї релігійні переслідування знову мотивували Французьку кампанію проти Кореї 1866 року. Хоча територіальних здобутків не було, ці події прогресивно призвели б до відкриття «королівства-відлюдників» для решти світу.

### Японія

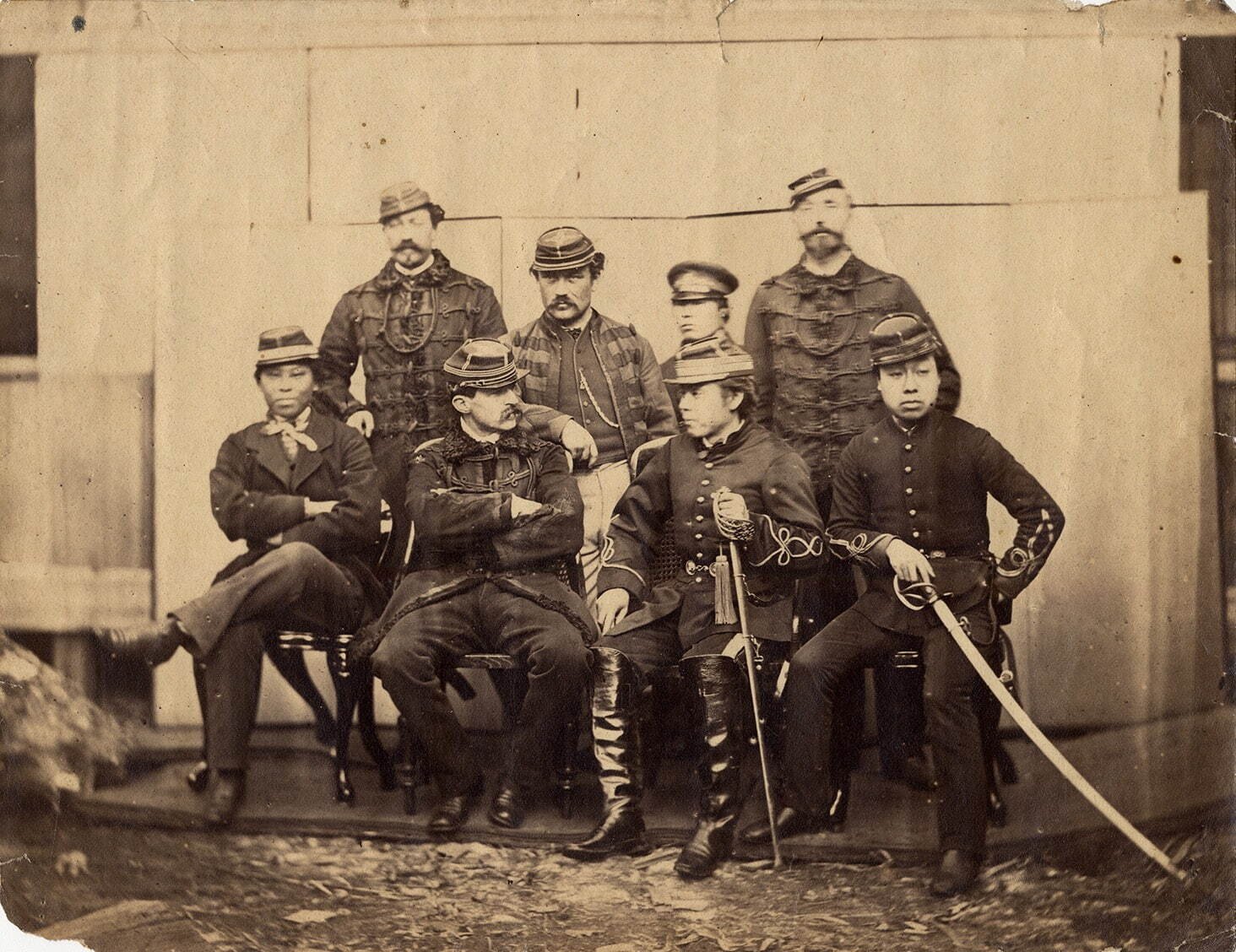
Французькі військові радники та їхні японські союзники в Хоккайдо в 1868 році

У Японії Франція відіграла ключову роль у боротьбі проти іноземних сил та підтримці шогунату пізнього Токугава . У 1863–64 рр. Франція вела боротьбу проти сил під час бомбардування Шимоносекі . У 1867 році Наполеон III надіслав французьку військову місію до Японії для підтримки шгуна . Французькі солдати, такі як Жуль Брюне, навіть воювали на боці шгуна проти проімперських сил під час війни в Бошині.

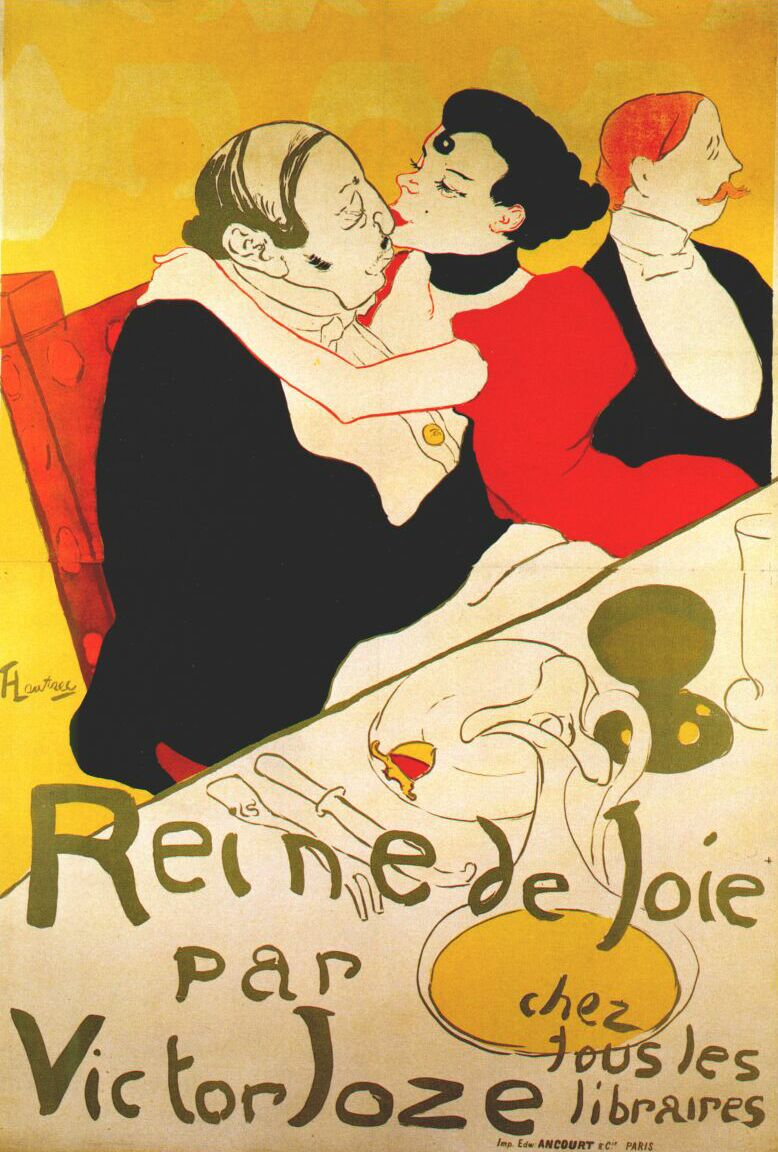
Плакат літографа Анрі де Тулуза-Лотрека 1892 р., Приклад японства

Незважаючи на те, що шгун зазнав поразки у війні Бошина, Франція продовжувала брати активну роль у підтримці японських військових через місію 1872—1880, місію 1884–89, місію 1918—199 років і відіграла ключову роль у розвитку Імперський ВМС Японії з місією Еміля Бертіна.

### Азія у французькому мистецтві XIX століття
Азія вплинула на західних авторів, а особливо на французьких, у художній школі, відомій як орієнталізм. Азійські сцени, як правило, зображувались ідеалістично та нахабно. На імпресіонізм також сильно вплинула яскравість японського живопису через японство. Французька література також сильно вплинула на Азію, як у творах П'єра Лоті.

## Деколонізація та сучасна співпраця

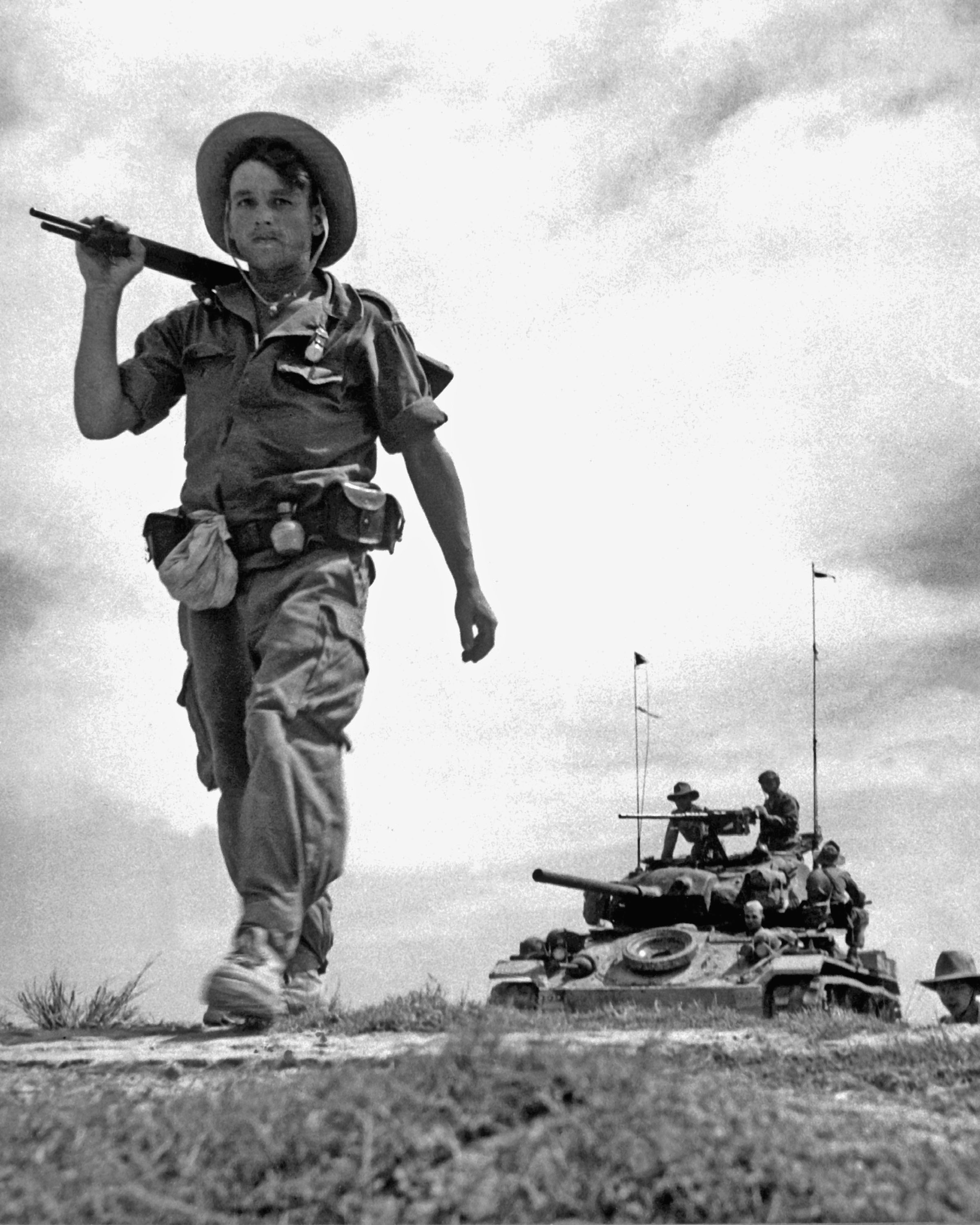
Французький підрозділ закордонних легіонів патрулює у контрольованому комуністами районі під час війни в Індокитаї.

20 століття ознаменувалося французькими труднощами під час Другої світової війни та подальшою загальною деколонізацією . Зокрема, війна Індокитаю (1946—1954) поклала кінець французькій військовій присутності на південному сході Азії.
Відтоді контакти відновились, і Франція залишається сильним економічним партнером для азійських країн. Французький експорт включає ядерні енергетичні технології, передові транспортні технології, такі як Airbus або TGV, продовольчі товари та споживчу промисловість. Азія, у свою чергу, знаходить у Франції сприйнятливий ринок своїх вироблених товарів.